# 鸭礁

苏岩礁以及东海大陆架分布圖

鸭礁，东中国海苏岩礁区（东经125°10′45″、北纬32°7′42″）的一块礁石，中国和韩国均主张此礁在本国专属经济区海域内。其附近还有苏岩礁和虎皮礁。根据中华人民共和国国家海洋局第一海洋研究所近年来对该海域进行的多波束测深系统的勘测结果，鸭礁可能并不存在。